# Effetto dromotropo
Con effetto dromotropo si indica una modifica della velocità di conduzione dell'impulso elettrico del cuore a livello della muscolatura sia atriale che ventricolare che, soprattutto, a livello del nodo atrioventricolare ("dromos" dal greco "velocità").

## Effetto dromotropo positivo
L'effetto dromotropo positivo è dovuto all'azione di fibre noradrenergiche originate dal sistema ortosimpatico che aumentano la velocità di conduzione dell'impulso grazie a un intervento su canali per il calcio responsabili del potenziale d'azione. Questi, in seguito a fosforilazione, sono resi più efficienti e consentono un flusso entrante di ioni molto più elevato.

## Effetto dromotropo negativo
L'effetto dromotropo negativo, dovuto all'azione di fibre colinergiche del sistema parasimpatico, esplica un'azione opposta a causa della defosforilazione dei canali per il calcio che quindi renderanno più lenta la genesi del potenziale d'azione nella cellula.